# ATS D4
O D4 é o modelo da ATS das temporadas de 1980 e 1981 da Fórmula 1. Condutores: Marc Surer, Harald Ertl, Jan Lammers e Slim Borgudd.

## Resultados[1]
| Ano  | Chassi | Motor                | Pneus | Nº | Pilotos      | 1   | 2   | 3   | 4   | 5   | 6   | 7   | 8   | 9   | 10  | 11  | 12  | 13  | 14  | 15  | 16 | Pontos | Posição  |  |
| ---- | ------ | -------------------- | ----- | -- | ------------ | --- | --- | --- | --- | --- | --- | --- | --- | --- | --- | --- | --- | --- | --- | --- | -- | ------ | -------- |  |
|      |        |                      |       |    |              |     |     |     |     |     |     |     |     |     |     |     |     |     |     |     |    |        |          |  |
|      |        |                      |       |    |              | ARG | BRA | RSA | USW | BEL | MON | FRA | GBR | GER | AUT | HOL | ITA | CAN | USA |     |    |        |          |  |
| 1980 | D4     | Ford Cosworth DFV V8 | G     | 9  | Marc Surer   |     |     | NQ  | Inj |     |     | Ret | Ret | 12  | 12  | 10  | Ret | NQ  | 8   |     |    | 01     | NC (12º) |  |
| 1980 | D4     | Ford Cosworth DFV V8 | G     | 9  | Jan Lammers  |     |     |     | Ret | 12  | NC  |     |     |     |     |     |     |     |     |     |    | 01     | NC (12º) |  |
| 1980 | D4     | Ford Cosworth DFV V8 | G     | 10 | Harald Ertl  |     |     |     |     |     |     |     |     | NQ  |     |     |     |     |     |     |    | 01     | NC (12º) |  |
|      |        |                      |       |    |              |     |     |     |     |     |     |     |     |     |     |     |     |     |     |     |    |        |          |  |
|      |        |                      |       |    |              | USW | BRA | ARG | SMR | BEL | MON | ESP | FRA | GBR | GER | AUT | HOL | ITA | CAN | LVG |    |        |          |  |
| 1981 | D4     | Ford Cosworth DFV V8 | M     | 9  | Jan Lammers  | Ret | NQ  | 12  | NQ  |     |     |     |     |     |     |     |     |     |     |     |    | 02 (1) | 13º      |  |
| 1981 | D4     | Ford Cosworth DFV V8 | M     | 10 | Slim Borgudd |     |     |     | 13  |     |     |     |     |     |     |     |     |     |     |     |    | 02 (1) | 13º      |  |

↑1  Surer e Lammers utilizaram o D3 nos GPs: Argentina, Brasil e África do Sul (apenas Lammers).
↑2  Do GP da Bélgica até Las Vegas, Borgudd utilizou o D5 marcando 1 ponto total e o 13º lugar nos Construtores.